# Несебыр
Несе́быр, также Несе́бр (болг. Несебър, до 1934 г. Месемврия) — болгарский город, расположенный на Черноморском побережье Болгарии, на скалистом полуострове длиной 850 м и шириной 300 м в 37 км севернее города Бургас. Несебыр делится на две части: Новый Несебыр, в котором расположено большинство современных домов и отелей, курортный комплекс Солнечный Берег — и Старый Несебыр, расположенный на маленьком полуострове. Город Несебыр — один из старейших городов Европы. Это преемник древнего фракийского поселения, называемого Месембрия, существовавшего с начала первого тысячелетия до н. э. В 510 г. до н. э. он был превращён в греческую колонию.
С античности до наших дней сохранились руины крепостной стены, башни, ворота, рельефы. В 1983 году район старого города Несебыр был включён в список Всемирного наследия ЮНЕСКО. В старой части города проходят интенсивные археологические изыскания. При раскопках были обнаружены развалины церкви постройки IX века н. э., а также остатки византийских терм.

## История
В самых ранних археологических слоях на территории современного Несебыра обнаружена керамика, которая в Восточном Средиземноморье обычно ассоциируется с фракийцами. Эта керамика датируется концом бронзового века — началом века железного, то есть XII—XI века до н. э. Данный тип керамики характерен как для внутренних районов Фракии, так и для побережий Чёрного и Эгейского морей. Согласно Страбону, первоначально поселение, основанное здесь фракийцами, называлось Менебрией, то есть Менаполем, поскольку его основателем был некий Мена, а brias по-фракийски означает «город». В конце VI века до н. э. дорийские греки (переселенцы из Мегар, Византия или Халкедона) превратили его в греческую колонию и оживлённый торговый центр. С этого времени город в греческом мире был известен как Месамбрия или Месембрия. На основании литературных источников точной датой возникновения здесь греческой колонии считается 510 г. до н. э.; первые археологические материалы отсюда датируются примерно 500 годом до н. э. Большая часть античного города безвозвратно уничтожена разрушительным землетрясением — территория полуострова составляла около 40 гектаров, а в настоящее время только 24. XII—VI веками до н. э. датируются одни городские ворота и подводные остатки тогдашних укреплений города. Сохранились руины крепостных стен и башен из тёсаного известняка, археологические остатки агоры в центре, акрополя, перистиля и нескольких жилищ.

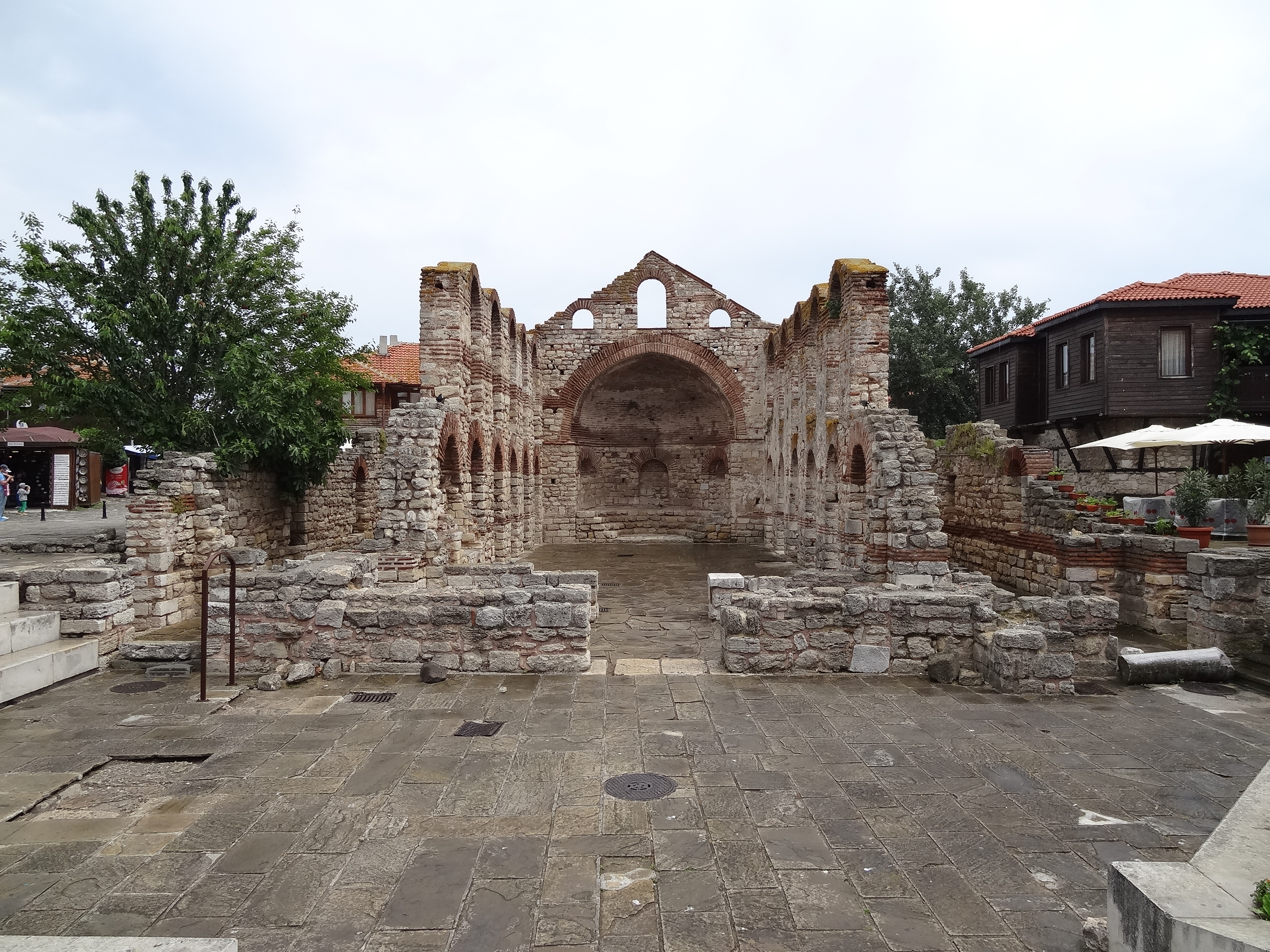
Руины церкви Святой Софии

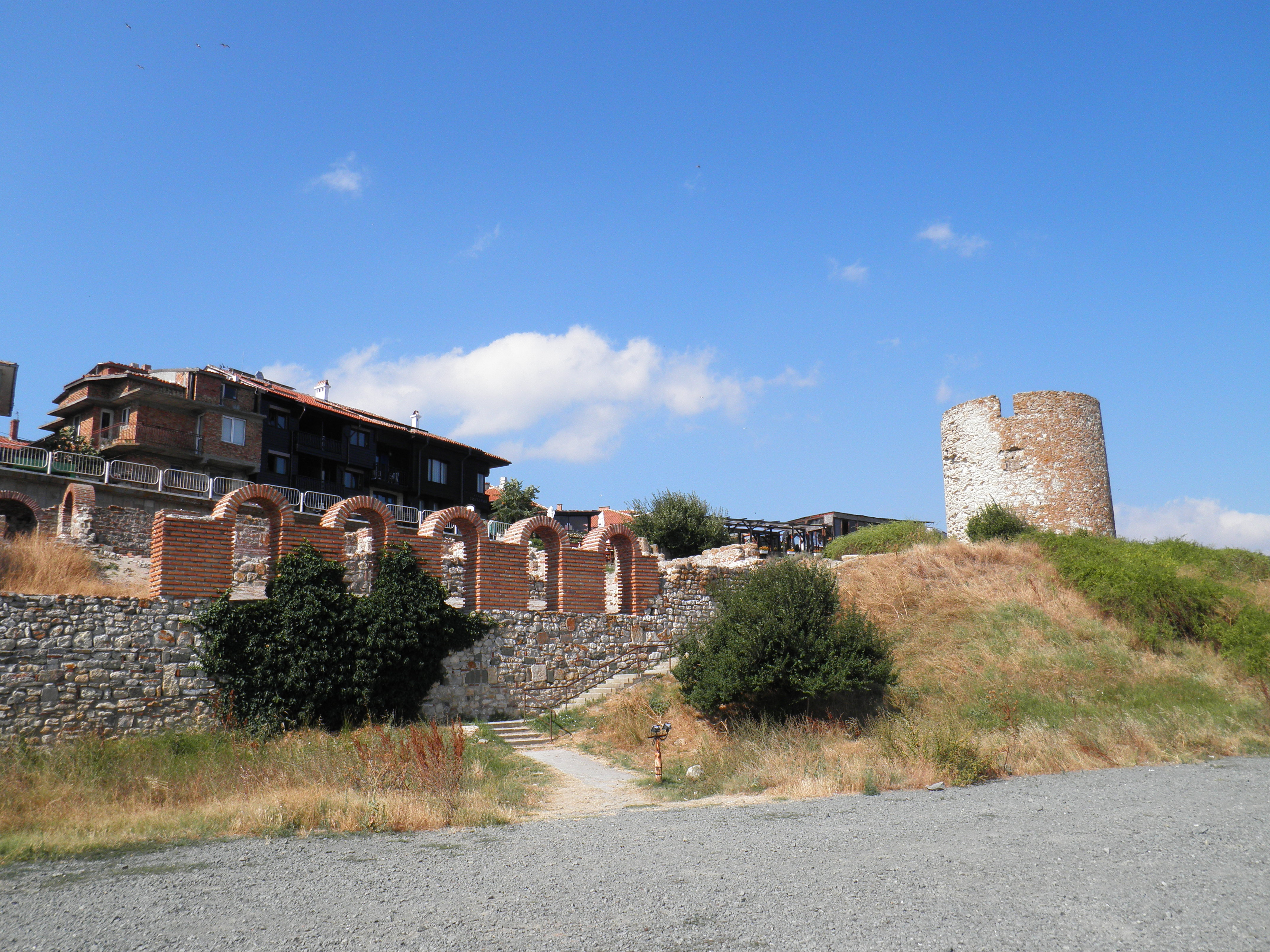
Церковь Святой Богородицы и руины каменной мельницы

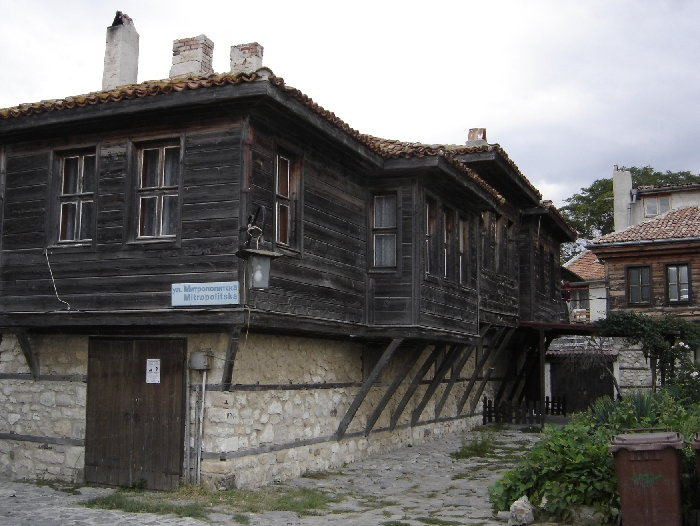
Типичный несебырский жилой дом

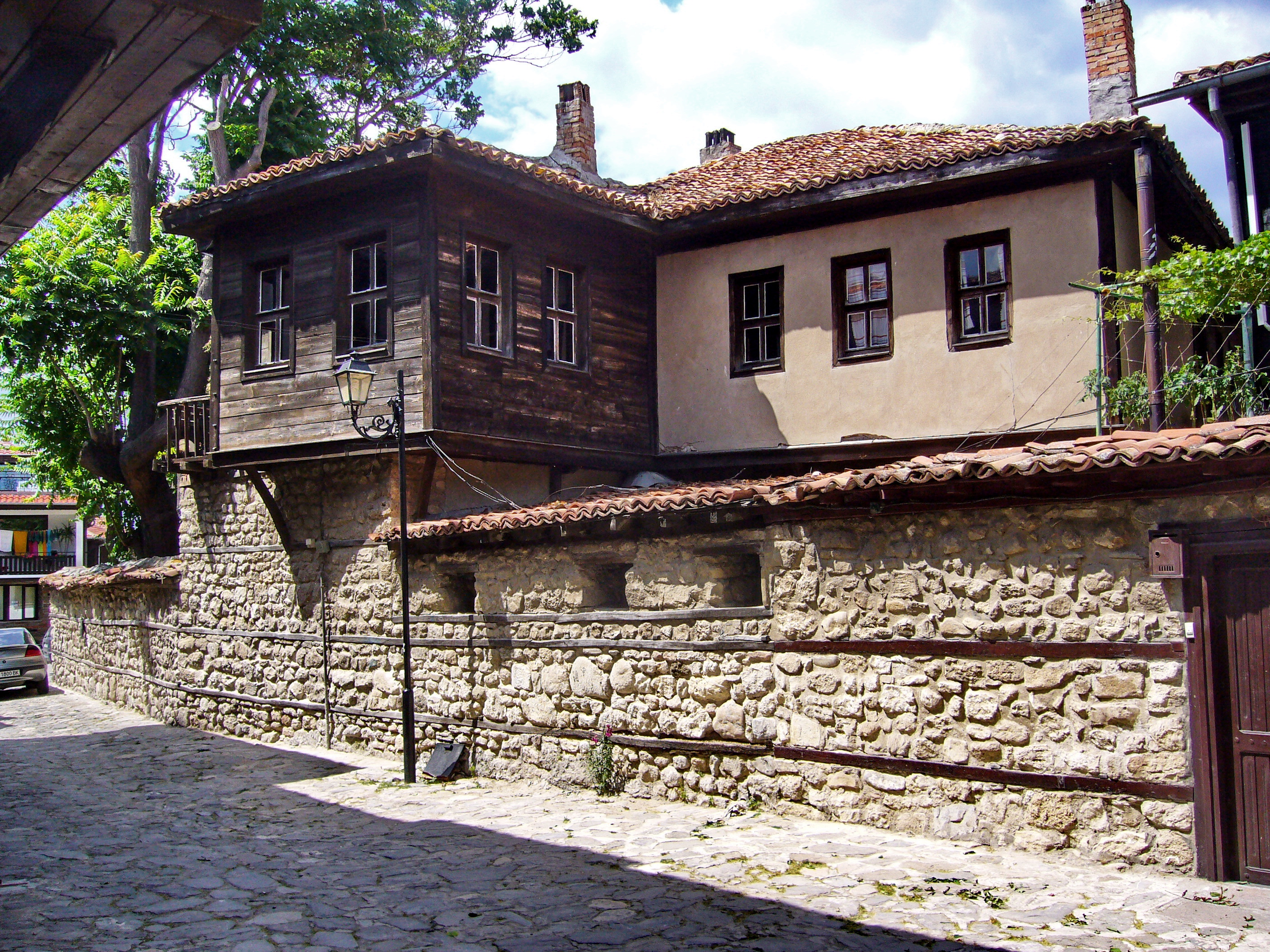
Улица Нептун

В 72 году до н. э., фактически без сопротивления, город был захвачен армией Римской империи. После непродолжительной оккупации Месембрия (Мелсамбрия) стала частью Римской империи и получила ряд привилегий, например, право чеканить собственную монету. В конце I века в городе приняла смерть первая христианская женщина-великомученица — Святая Ирина Македонская, которая, по преданию, была оживлена ангелом после казни.
После распада Римской империи город, как и весь Балканский полуостров, был включен в состав Византии. Ценнейшим памятником византийской эпохи является базилика святой Софии, называемая Старой Митрополией, построенная на месте агоры в VI веке. В 680 году Месембрия была возведена в ранг епископского города. В 812 году Месембрией завладел болгарский хан Крум Грозный, который и утвердил за этим городом транскрипцию Несебър (Несебыр, Несебр). В 1098 году в окрестностях города произошло восстание секты богомилов.
Уже в составе Болгарского государства, в XIII—XIV веках, когда Болгария была особенно сильна в политическом и экономическом отношениях и переживала свой культурный расцвет, Несебыр стал городом более чем с 40 церквями (построенными в XII—XIV веках, в том числе церковь Новая Митрополия). Пик развития Несебра пришёлся на время правления царя Ивана-Александра, когда город был одним из важнейших в Болгарском государстве.
В 1452 году Несебыр пал под напором турок, и стены крепости были разрушены. Во времена Османского правления (XV—XIX века) Несебыр опустошался и разорялся, как и многие другие болгарские города. Многие уникальные архитектурные сооружения были разрушены. Турки распространили в городе свою культуру и религию.
В османском делопроизводстве город фигурировал как в турецкой транскрипции «Мисиври», так и под своим старинным греческим именем. Последнее перешло в русский язык — и бытовало в двух вариантах: «Месембрия» (заимствован через посредство западноевропейских языков) и «Месемврия» (заимствован непосредственно из греческого языка; данное разночтение связано с изменением в произношении буквы «β» в греческом языке на протяжении веков). Болгарская же транскрипция «Несебър» в XV—XIX веках почти не использовалась.
В период болгарского национального возрождения в городе были построены дома, которые придают современному Несебру архаическую романтику. Типичные несебырские дома XVIII—XIX веков имеют небольшие дворы, выходящие на улицу, которая очерчена стенами каменных цокольных этажей. Деревянная лестница, нередко подвижная, ведёт в комнаты верхнего этажа. Он лёгкий, эркерный, полностью обшит деревом и выступает над первым этажом, а подпирающие его балки ещё сильнее сужают зрительно уличное пространство. Для интерьера характерны деревянные потолки и выбеленные стены. Окна на верхних этажах широкие, в то время как в цокольном узкие и немногочисленные. В наше время в этих домах нередко расположены сувенирные лавки, кафе и рестораны.
В 1920-х годах Месемврия (в 1934 году официально переименованная в Несебыр) начала постепенно развиваться как курорт, однако большинство населения города по-прежнему занималось рыбной ловлей.
Во время Второй мировой войны в окрестностях города было построено несколько мощных дотов и артиллерийских батарей, прикрывавших Несебыр с моря и суши. В боевых действиях они не участвовали и сейчас находятся в заброшенном состоянии.
Материковая часть города начала активно застраиваться в середине 1950-х годов. С появлением соседнего курорта Солнечный Берег, Несебыр начал развиваться главным образом как курортный город.

### Несебыр (Месемврия) в русской военной истории
В последний раз турецкой крепости Месемврия пришлось воевать в ходе русско-турецкой войны 1828—1829 годов — 9–11 июля 1829 года. 9 июля к крепостным стенам, которые обороняли войска двухбунчужного паши Османа, с моря подошли корабли русского военного флота, а с суши — русская пехота.
Перешеек, соединявший Месемврию с материком, защищался древней массивной башней и (с запада) редутом. Гарнизон крепости составлял 2000 человек при 15 орудиях. К вечеру 10 июля к городу подошли три русских уланских полка и пехота под командованием генерал-майора Отто Вахтена. На предложение сдаться турки ответили отказом. Тогда русская артиллерия открыла огонь по редуту на перешейке и буквально после нескольких выстрелов заставила его гарнизон капитулировать. Одновременно бомбардирские корабли из эскадры адмирала Алексея Грейга начали обстрел Месемврии и пятым же попаданием взорвали главный пороховой погреб турок. После этого русский генерал от инфантерии Логгин Рот предложил Осман-паше сдаться, и тот согласился при условии, что гарнизон сможет покинуть крепость. Русские отвергли это условие, и тогда Осман-паша выторговал себе время до рассвета 11 июля, чтобы убедить сдаться своих подчинённых. На рассвете 11 июля 1829 года русские получили ключи от Месемврии. В плен сдались 2000 турок, было взято 19 орудий, 10 знамён и большие запасы продовольствия. Часть гарнизона пыталась на гребных судах уйти в Анхиалос (ныне Поморие), но русский бриг «Орфей» сорвал эвакуацию. Во взятии Месемврии участвовали такие русские полководцы, как Яков Бакланов, Лазарь Серебряков и Александр Юшков, а также командир фрегата «Поспешный» Александр Казарский, два месяца назад прославивший своё имя боем на бриге «Меркурий». Операция по взятию Месемврии 9–11 июля 1829 года была примером чёткого и плодотворного взаимодействия сухопутных и военно-морских сил.
11 июля в Месемврию прибыл главнокомандующий русской армией Иван Дибич, который нанёс визит адмиралу Грейгу на линейном корабле «Париж» и отметил там день рождения великой княжны Ольги Николаевны. 12 июля император Николай I получил от Дибича письмо: «Победоносные знамёна Вашего Величества развеваются на стенах Месемврии, Ахиоло и Бургаса, среди населения, которое встречает наших храбрецов как освободителей и братьев». В ответ на это письмо Николай I пожаловал Дибичу титул графа, с почётной приставкой к фамилии «Забалканский».
В честь взятия Месемврии были названы два боевых корабля русского флота. Первый, 24-пушечный корвет «Месемврия», вошёл в состав Черноморского флота в апреле 1832 года и в мае 1838-го погиб во время шторма в устье реки Сочи. Второй, 60-пушечный фрегат «Месемврия», однотипный со знаменитым фрегатом «Паллада», входил в состав Черноморского флота с ноября 1840 года, а 13 февраля 1855 года был затоплен в Севастопольской бухте.
В 1921 году в Месемврии была создана Месемврийско-Красновская казачья станица, объединившая эмигрировавших в Месемврию русских казаков. Станичными атаманами являлись: с 1921 года — полковник П. Д. Родионов, с 1922 — хорунжий Ф. А. Захаров, с 1923 — хорунжий Кузнецов, в марте 1924 — вновь П. Д. Родионов, с конца марта 1924 — генерал-майор В. К. Лазаркевич, с мая 1927 года — П. Ф. Просвиров. Последние документальные свидетельства о деятельности станицы относятся к 1928 году. Списки казаков станицы ныне хранятся в Государственном архиве Российской Федерации (фонд Р-6048, оп. 1).

## Население

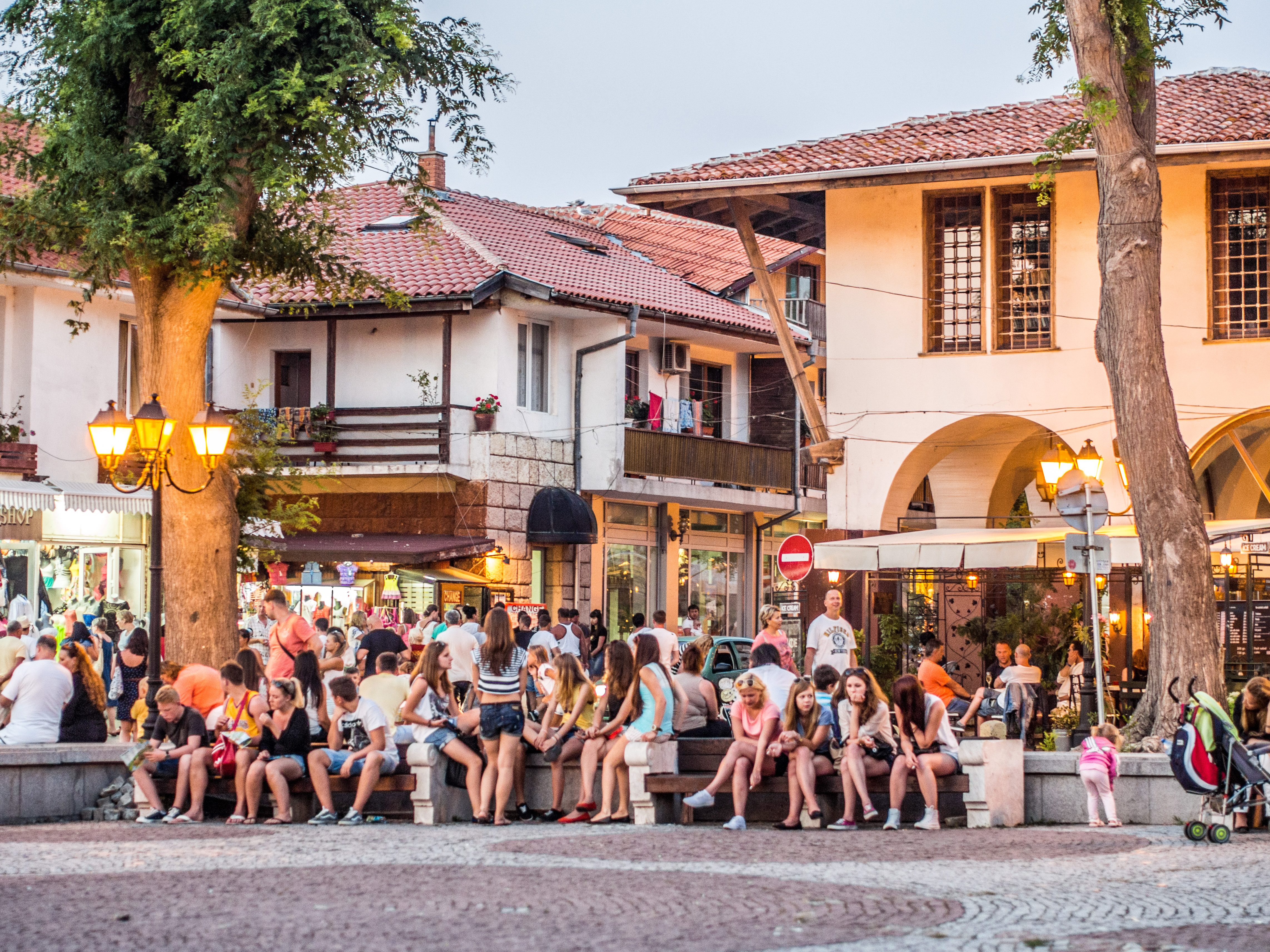

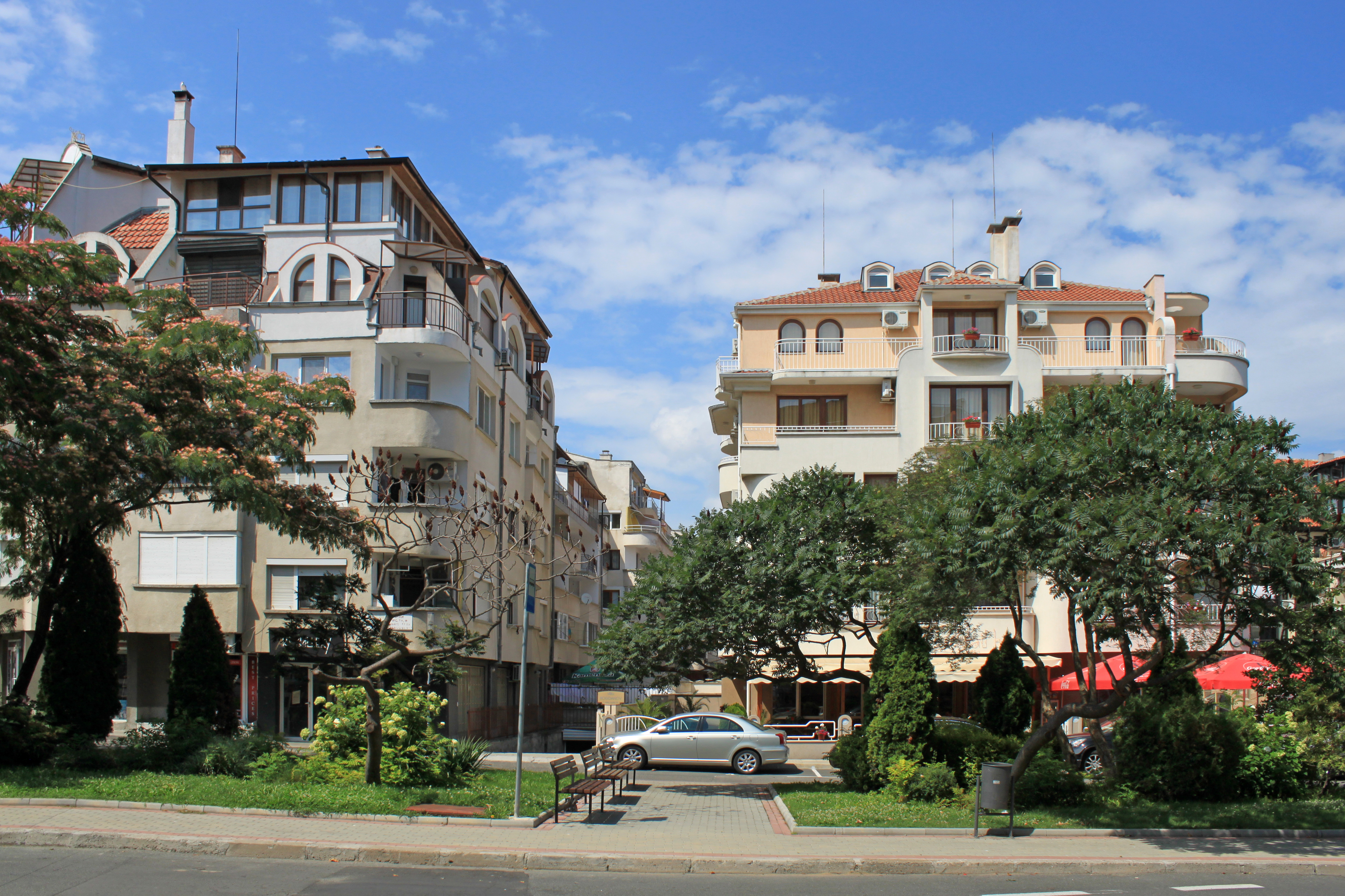
Жилые дома в Новом Несебыре

| Год     | 1934  | 1946  | 1956  | 1965  | 1975  | 1985  | 1992  | 2001  | 2011   |
| ------- | ----- | ----- | ----- | ----- | ----- | ----- | ----- | ----- | ------ |
| Жителей | 2 065 | 2 286 | 2 333 | 3 976 | 6 780 | 8 224 | 8 604 | 8 677 | 10 143 |

| Национальность  | Человек | Процент |
| --------------- | ------- | ------- |
| болгары         | 8845    | 94,31 % |
| турки           | 386     | 4,12 %  |
| цыгане          | 31      | 0,33 %  |
| другие          | 82      | 0,87 %  |
| не определились | 35      | 0,37 %  |
| Всего ответов   | 9379    |         |

|  |

## Политика
Кмет (мэр) общины Несебыр — Николай Кирилов Димитров (независимый) по результатам выборов в правление общины.

## Памятники архитектуры
- Церковь Христа Пантократора

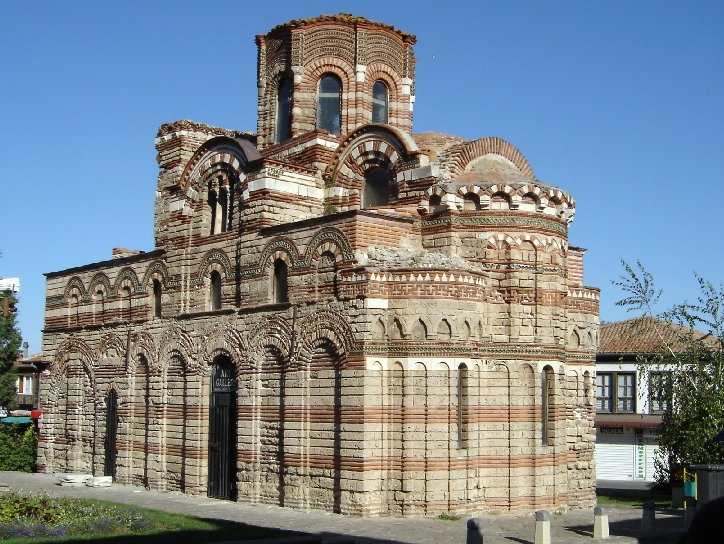
Церковь Христа Пантократора в Несебыре (XIII век)

- Церковь Святого Иоанна Алитургетоса
- Церковь Святого Иоанна Крестителя
- Церковь Святой Софии
- Церковь Святых Архангелов Михаила и Гавриила
- Церковь Святой Параскевы
- Церковь Святого Стефана
- Западная крепостная стена с воротами

## Известные уроженцы
- Хрисовери, Аристид Фёдорович (греч. Αριστείδης Χρυσοβέργης, 1812- ?) — греческий офицер, возглавлявший Греческий легион императора Николая I в годы Крымской войны.

## Города-побратимы
- Центральный район города Сочи, Россия[9][10]
- Норильск, Россия[11]
- Охрид, Македония
- Будапешт, Венгрия
- Санкт-Петербург, Россия
- Гимарайнш, Португалия

Также подписаны договоры о сотрудничестве со следующими городами:
- Родос, Греция
- Дубровник, Хорватия
- Сафранболу, Турция
- Сан-Марино
- Биркиркара, Мальта

## Спорт
В городе находится футбольная команда «Несебыр». Городской стадион команды рассчитан на 6000 зрителей. Размер поля 100 на 50 м. Сзади стадиона находится искусственное поле.

## Галерея

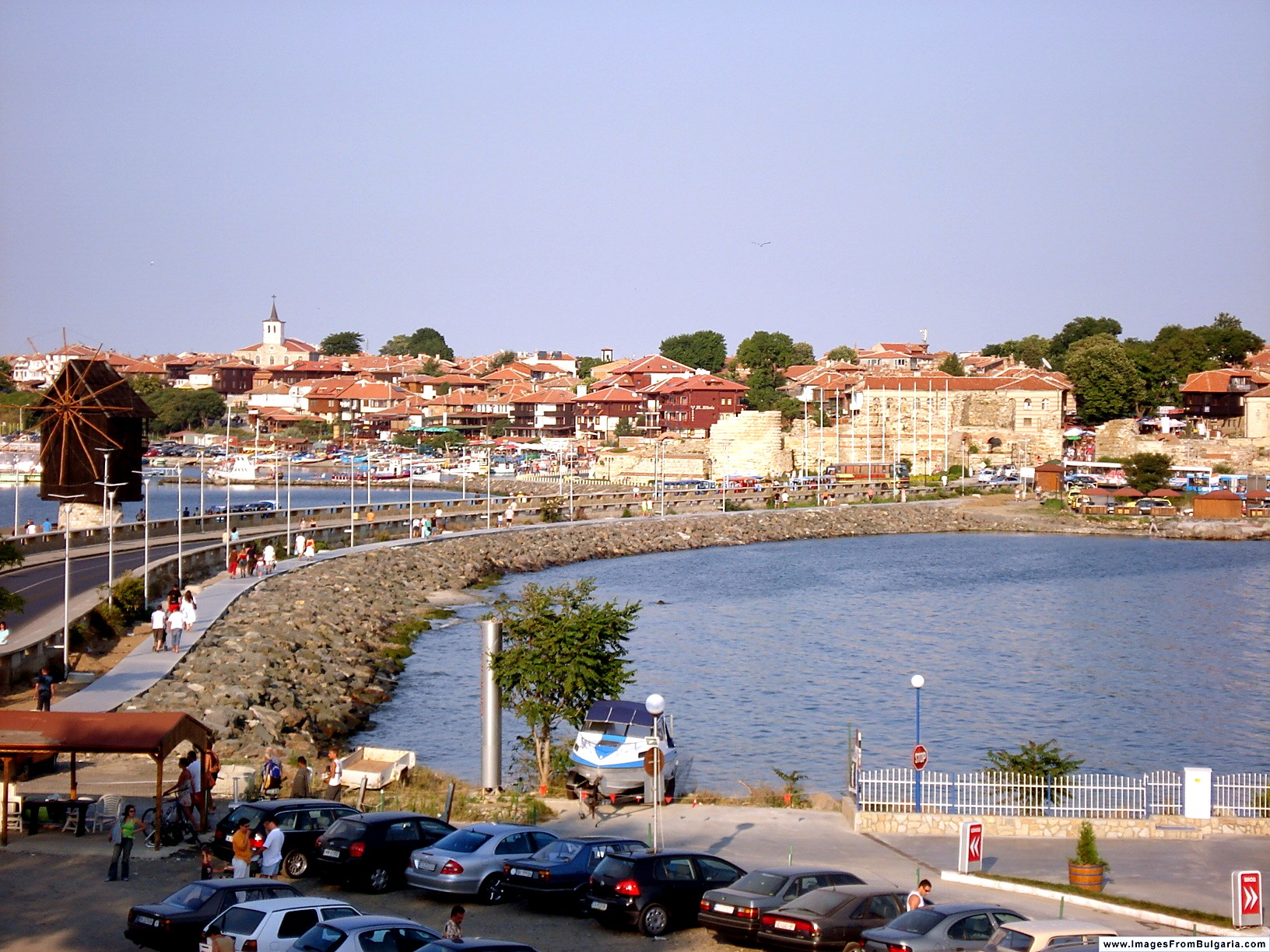
Дорога в Старый город Несебыра
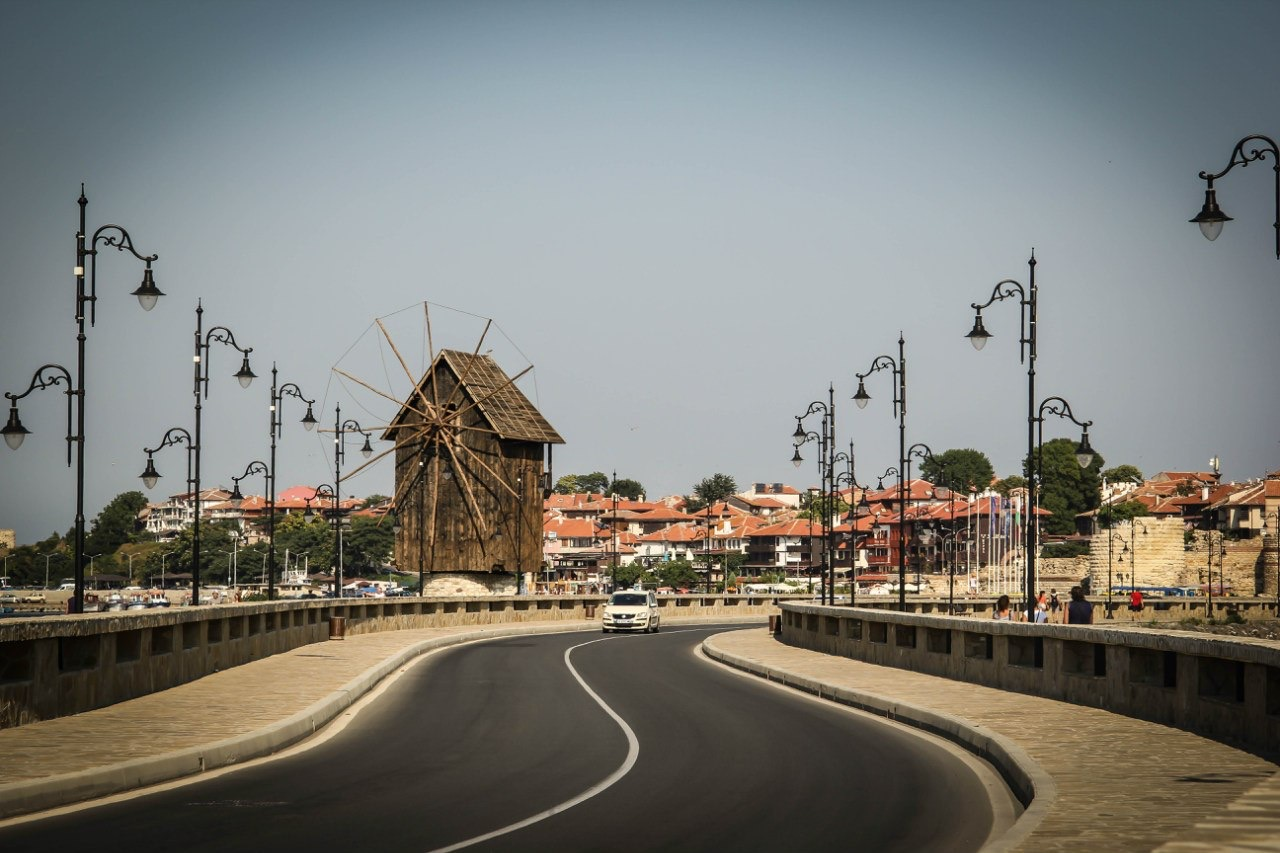
Старинная ветряная мельница Несебыра
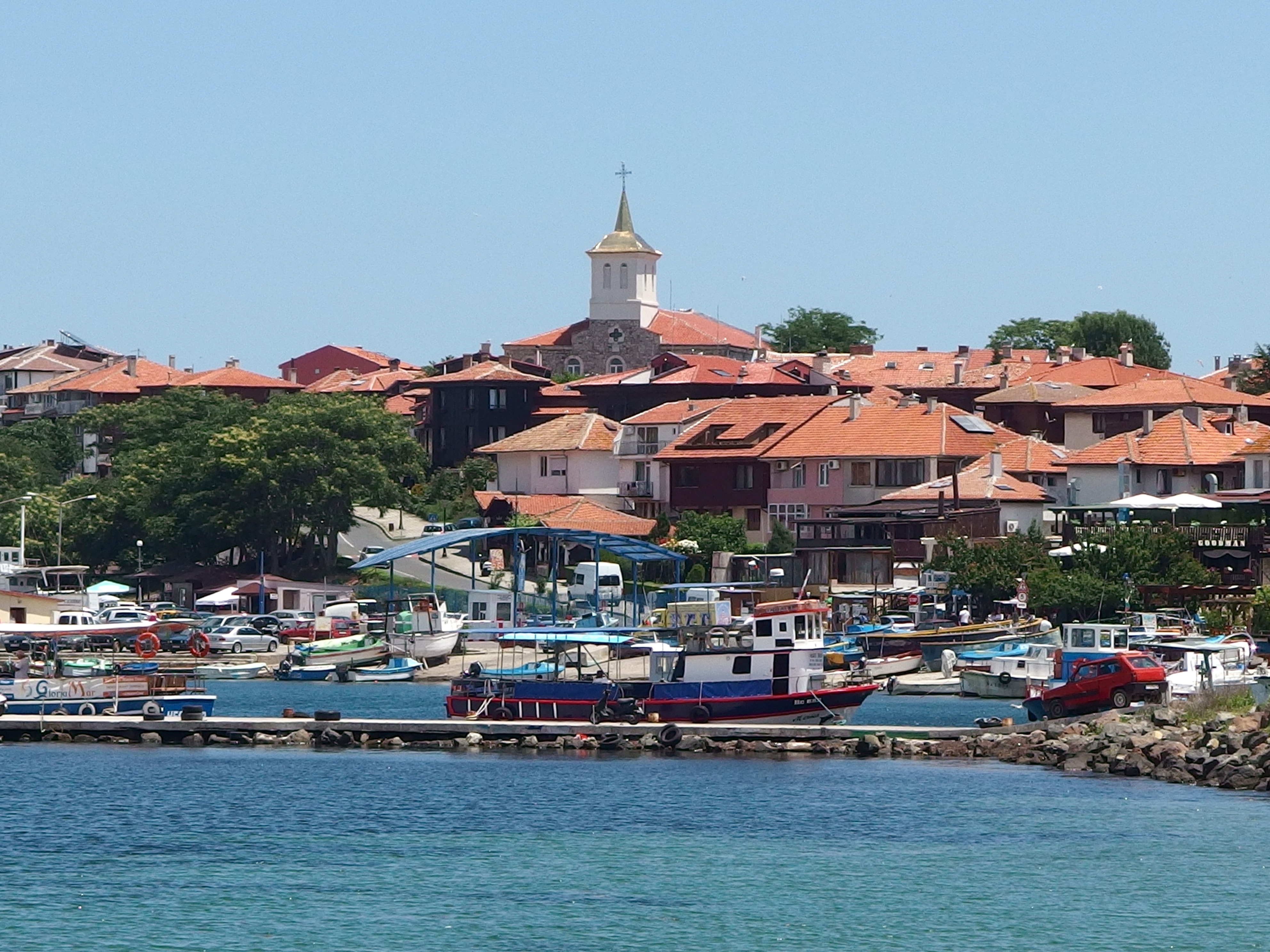
Старый город Несебыра
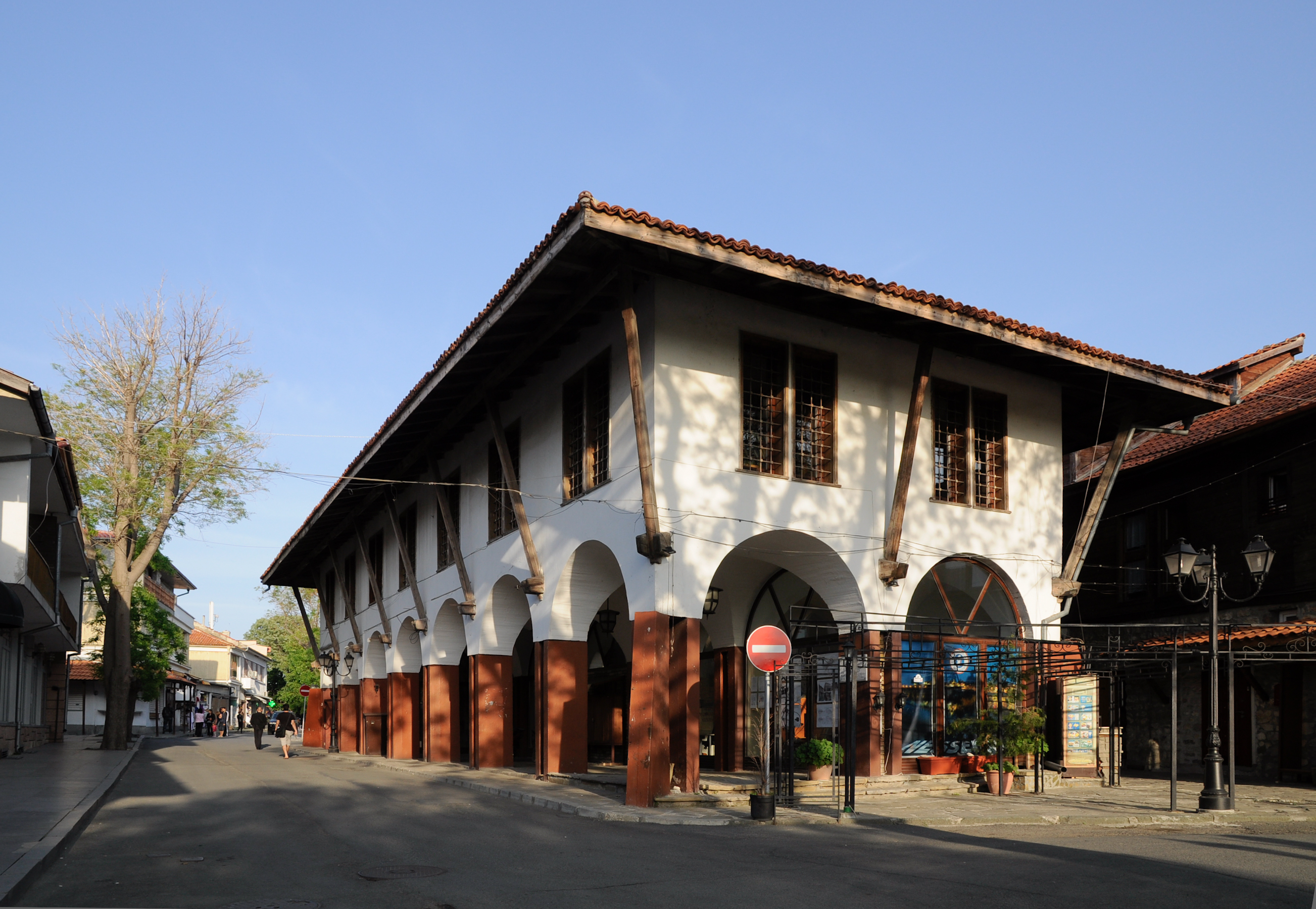
Улица Месембрия
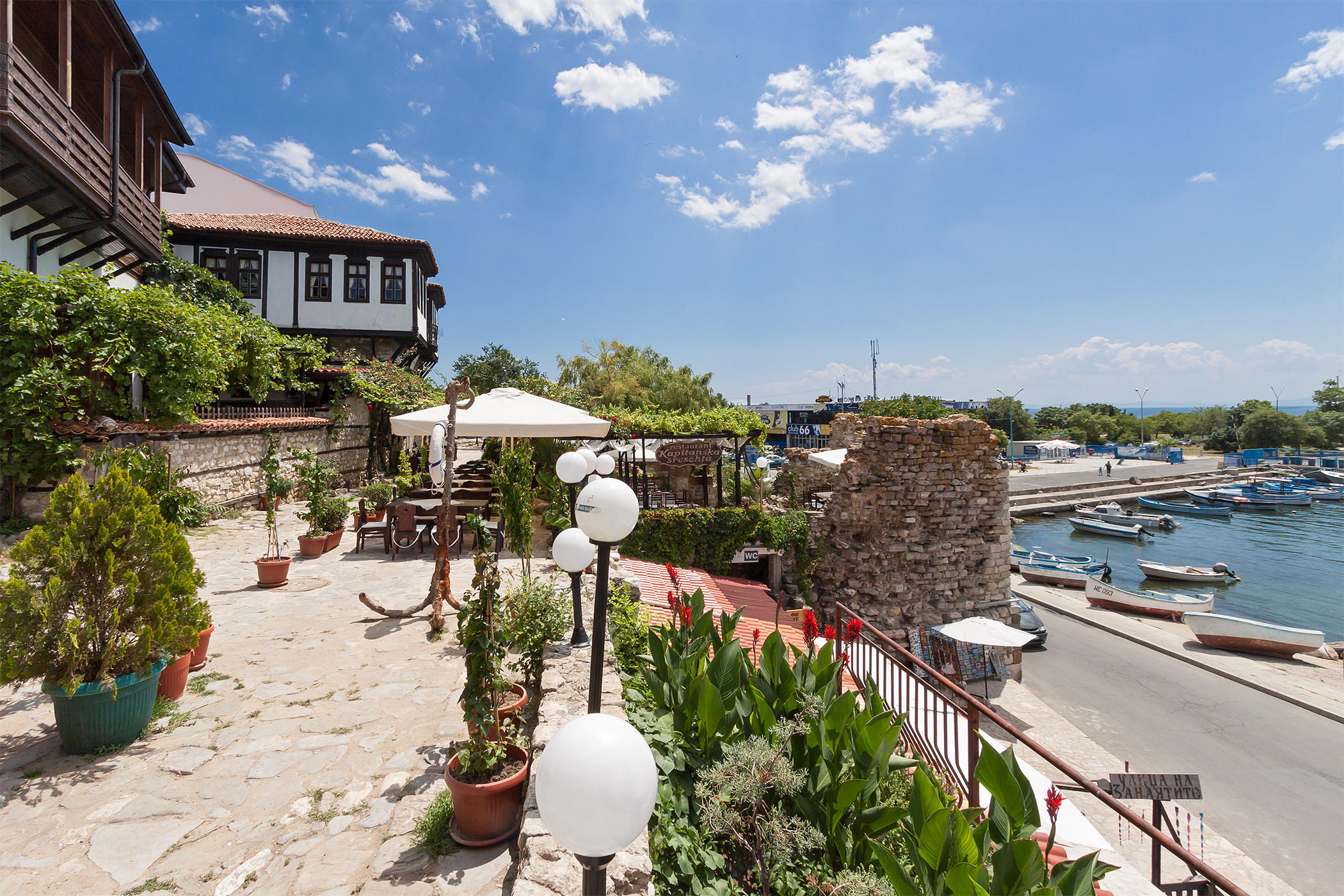
Улица Анжело Ронкали
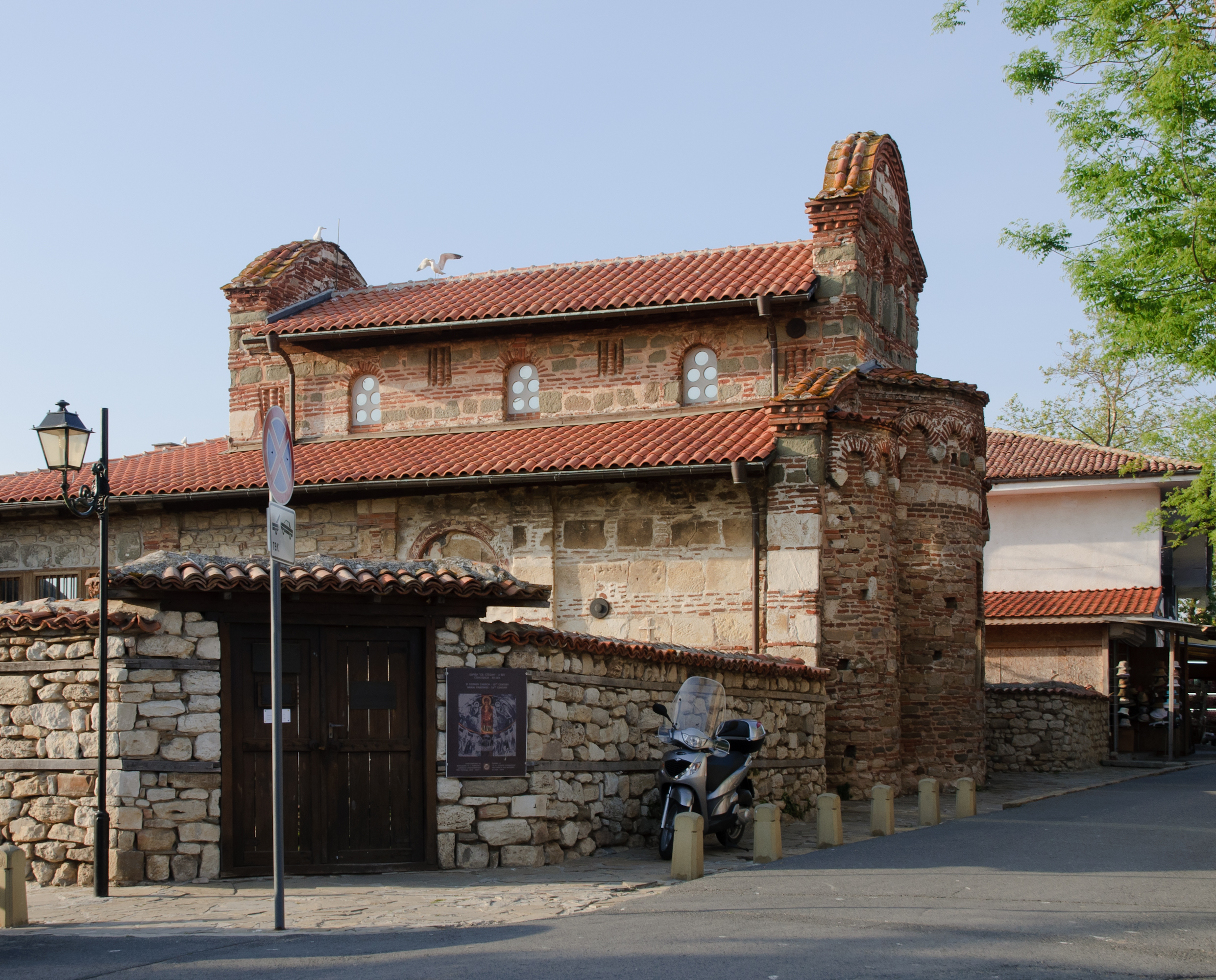
Церковь Святого Стефана
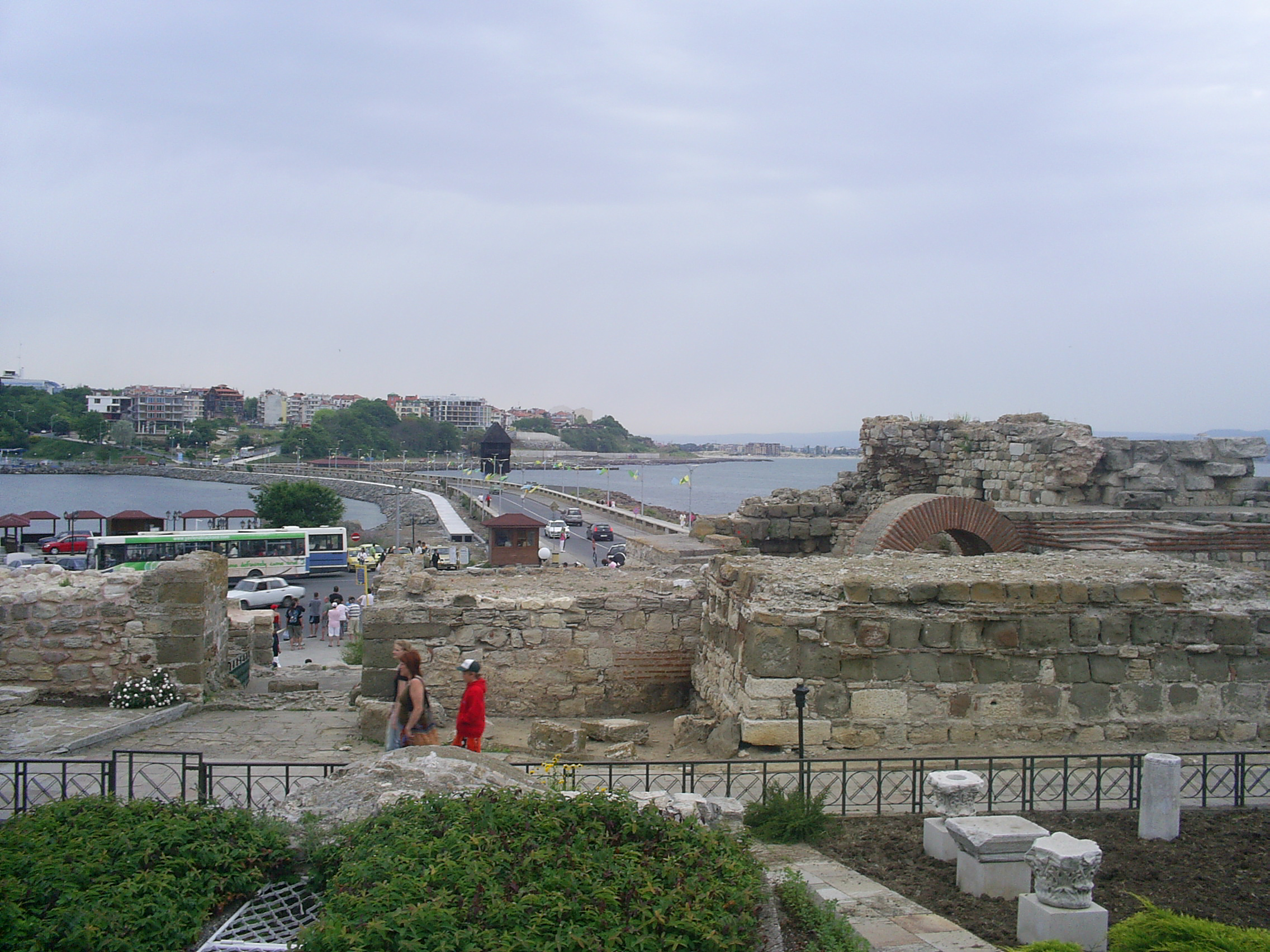
Руины античной крепости
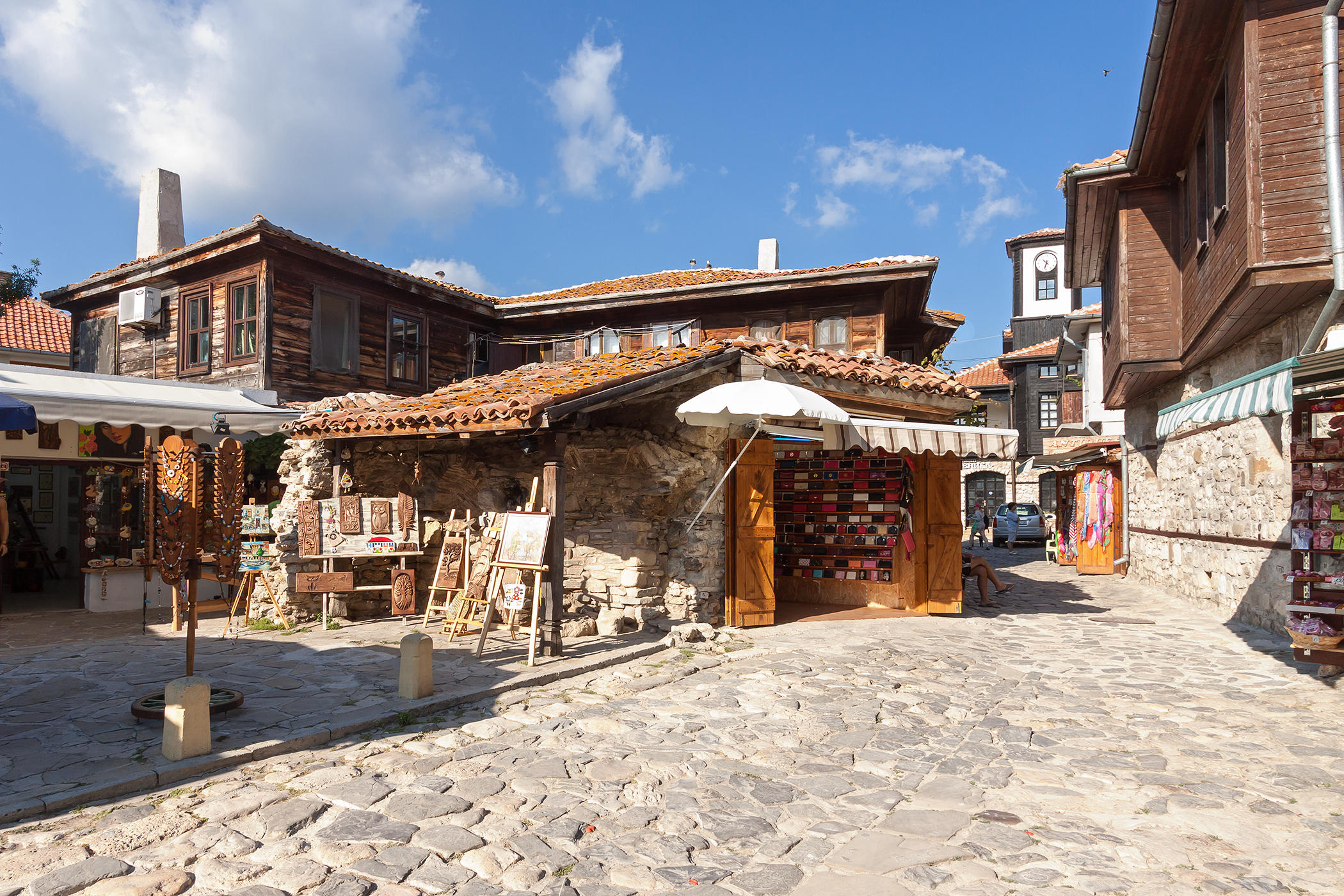
Сувенирная лавка в Старом городе
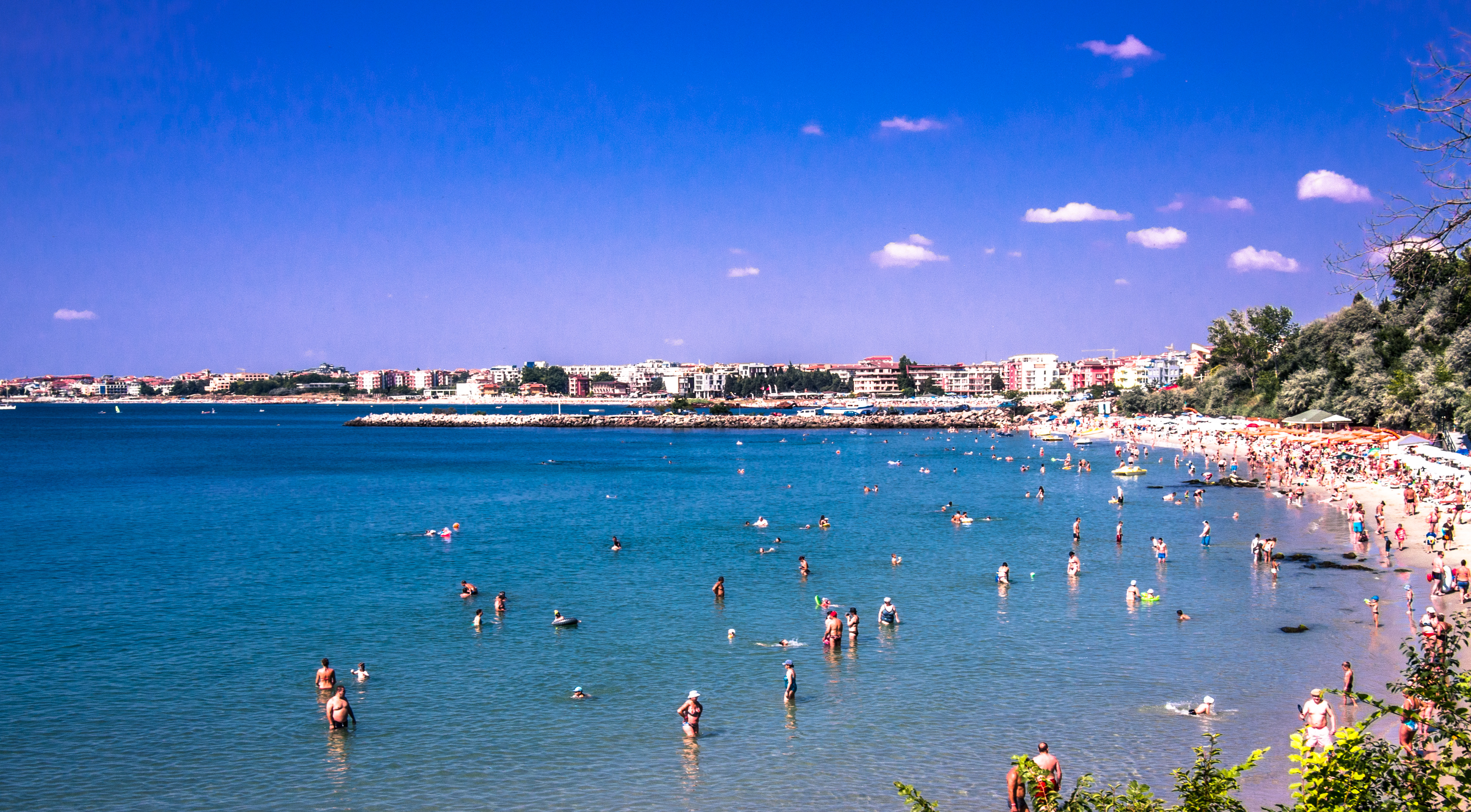
Пляж
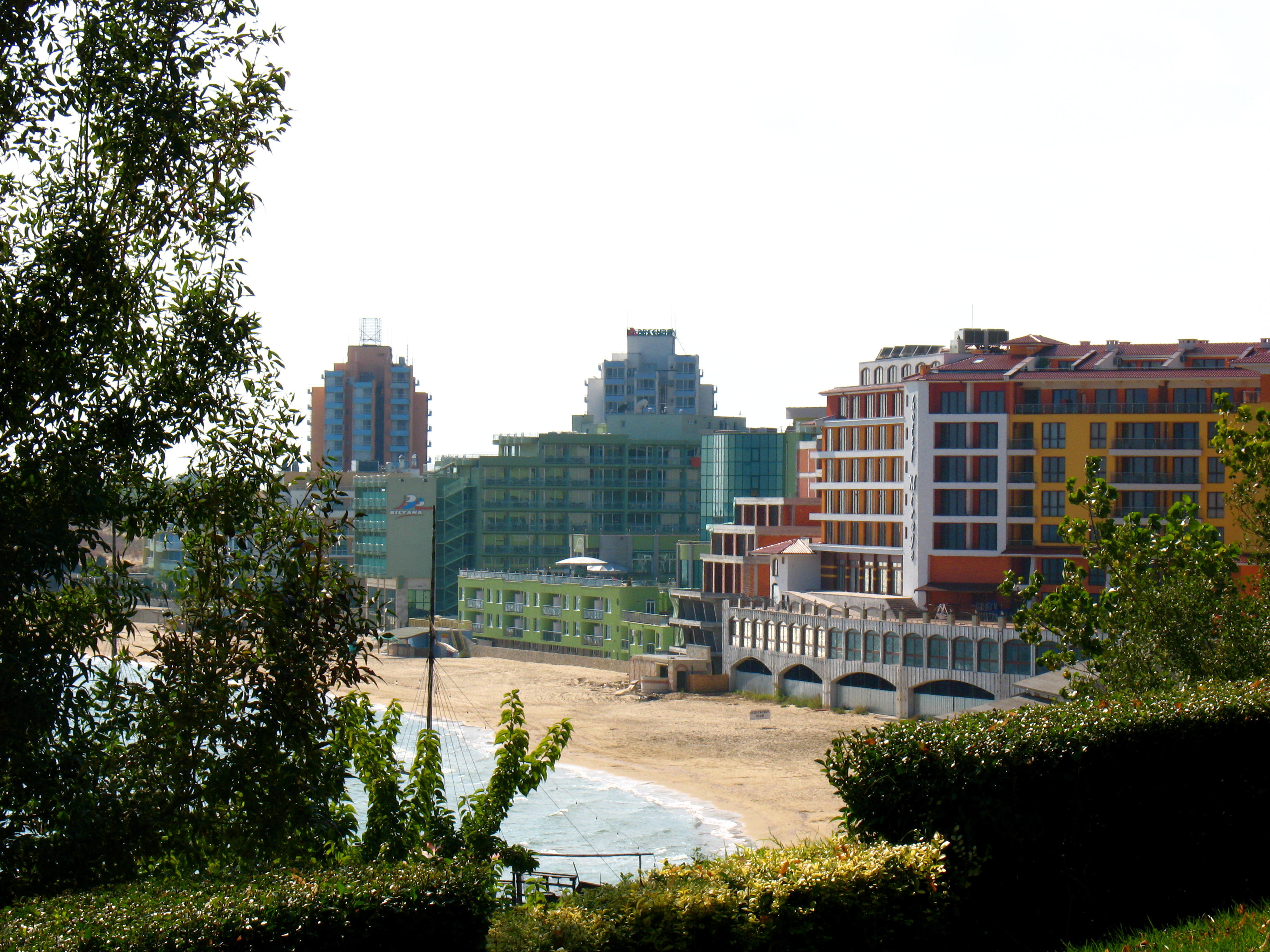
Отели в Новом городе Несебыра